# Air Force Cyber Command

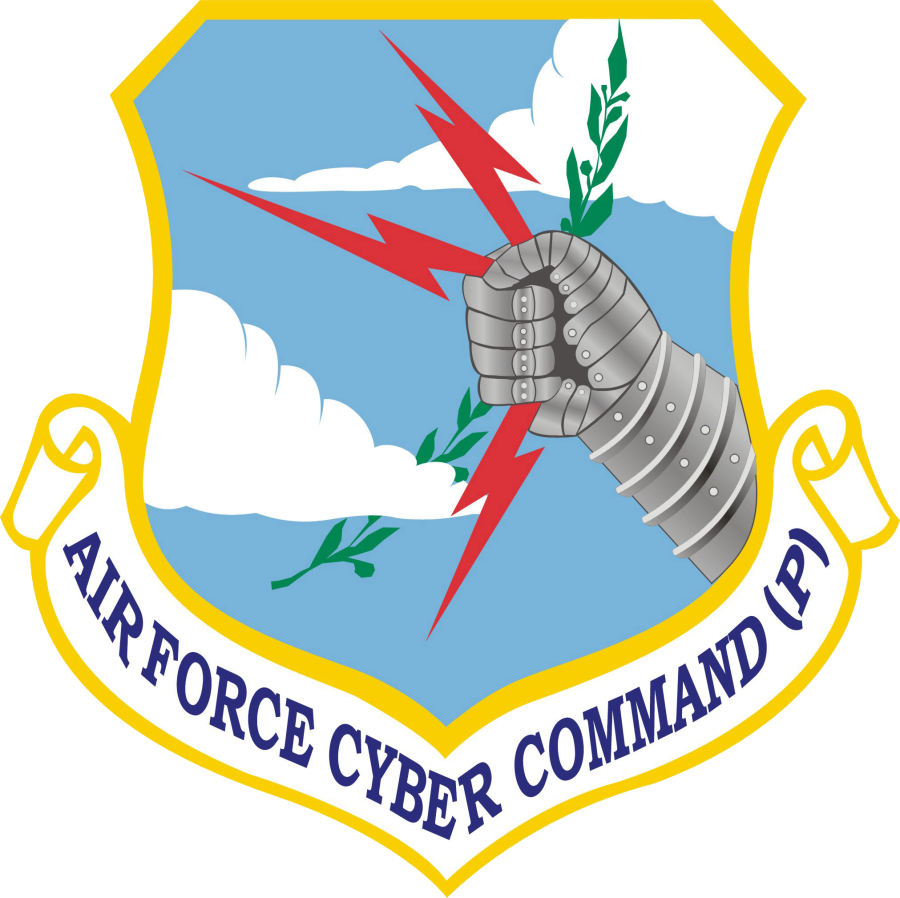
Wappen des Air Force Cyber Command, nachempfunden dem Wappen des 1992 aufgelösten Strategic Air Command

Das Air Force Cyber Command (AFCYBER) hätte 2008 ein Hauptkommando (Major Command) der US Air Force zur Cyberkriegsführung werden sollen. Die geplante Einrichtung wurde erstmals am 2. November 2006 vom Air-Force-Staatssekretär angekündigt. Vom Sommer 2007 an befand sich das Kommando unter der Bezeichnung Air Force Cyber Command (Provisional) im Aufbau und sollte spätestens im Herbst 2008 vollständige Einsatzfähigkeit erreicht haben. Aufgrund veränderter Schwerpunktsetzung wurde dann allerdings im Oktober 2008 bekannt gegeben, dass das AFCYBER nicht realisiert werden würde. Das vorgesehene Aufgabenpaket wurde durch die Aufstellung der 24. Luftflotte (24th Air Force) unter Führung des Air Force Space Commands wahrgenommen, gleichzeitig wurde als neues Hauptkommando das Global Strike Command geschaffen.
Zudem wurde 2010 mit dem United States Cyber Command eine über den Teilstreitkräften stehendes Hauptkommando für diesen Aufgabenbereich geschaffen.

## Geplanter Auftrag und Organisation
Staatssekretär Michael Wynne beschrieb die Aufgaben des AFCYBER wie folgt: „Das Ziel ist die Einrichtung eines neuen Hauptkommandos, das zusammen mit dem Air Force Space Command und dem Air Combat Command ein Garant für den freien Zugriff und Datenaustausch für den Präsidenten, die Verbundkommandos und das amerikanische Volk im Weltraum, in der Luft und jetzt auch im Cyberspace, sein soll.“
Zum Kommandeur des vorläufigen Kommandos wurde MajGen William T. Lord berufen. Das Personal rekrutierte sich in erster Linie aus der 67th Network Warfare Wing und der Eighth Air Force (8. Luftflotte).